# Lavi (Rägavere)
Lavi – wieś w Estonii, w prowincji Virumaa Zachodnia, w gminie Rägavere.